# Dervixe

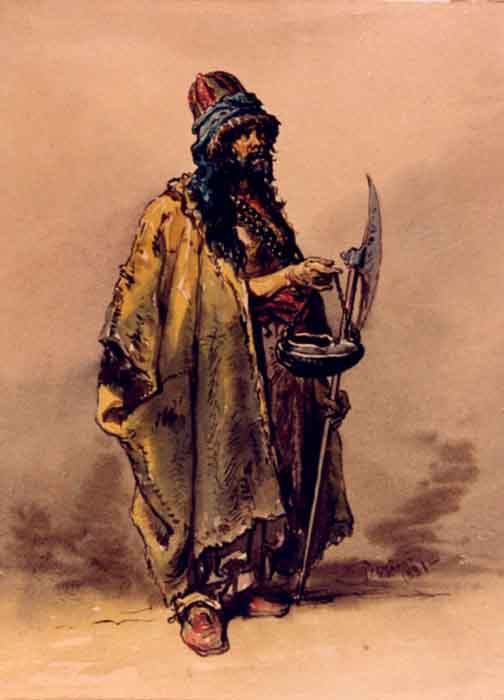
Um dervixe turco.

Um dervixe (do persa درویش, Darvīsh pelo turco Derviş) é um praticante aderente ao islamismo sufista, que segue o caminho ascético da "Tariqah" (طريق), conhecidos pela sua extrema pobreza e austeridade. Neste aspecto, os dervixes são similares às ordens mendicantes dos monges cristãos e dos sadhus hindus, budistas e jainistas. Os dervixes mais conhecidos no mundo são os da ordem Mevlevi, célebres pela cerimônia de adoração em que rodopiam num ato devocional denominado "sama".[carece de fontes?]